# Paramunna serrata
Paramunna serrata là một loài chân đều trong họ Paramunnidae. Loài này được Richardson miêu tả khoa học năm 1908.